# Dąbrowski-Bataillon

Internationale Brigade

Das Dąbrowski-Bataillon (polnisch Batalion im. Jarosława Dąbrowskiego) war ein polnisches Bataillon der Internationalen Brigaden im Spanischen Bürgerkrieg.
Zu Beginn des Spanischen Bürgerkrieges bildeten in Barcelona die ersten polnischen Milizionäre, eine Columna (Kolonne) mit dem Namen Dąbrowski. Sie wurde benannt nach dem polnischen demokratischen Revolutionär Jarosław Dąbrowski. Diese Columna wurde Namensgeber der Centuria Dąbrowski, des Dąbrowski-Bataillons und der XIII. Internationalen Brigade.
Die Centuria Dąbrowski und das Dąbrowski-Bataillon wurden zunächst aus polnischen Brigadisten, großteils prosowjetischen Kommunisten, gebildet. Es dienten anfangs vornehmlich Polen in der Centuria Dąbrowski und dem Dąbrowski-Bataillon. Gegen Ende des Spanischen Bürgerkrieges kämpften dann vornehmlich Spanier im Dąbrowski-Bataillon. Nur Offiziere und Unteroffiziere waren noch überwiegend Polen. Wie alle Bataillone, wurde das Bataillon von der Komintern und dem sowjetischen Sicherheitsdienst NKWD organisiert und betreut. Die polnischen Brigadisten dienten bis zur Aufstellung der XIII. Internationalen Brigade mit Namen Dąbrowski im August 1937 in verschiedenen Gemischten Brigaden (Brigada Mixta) wie z. B. in der 150. Brigade Mixta. Das Dąbrowski-Bataillon wurde mit der XIII. Internationalen Brigade (Dąbrowski) am 24. September 1938 aufgelöst.

## Geschichte
→ siehe Tabellarische Chronologie Dąbrowski-Bataillon

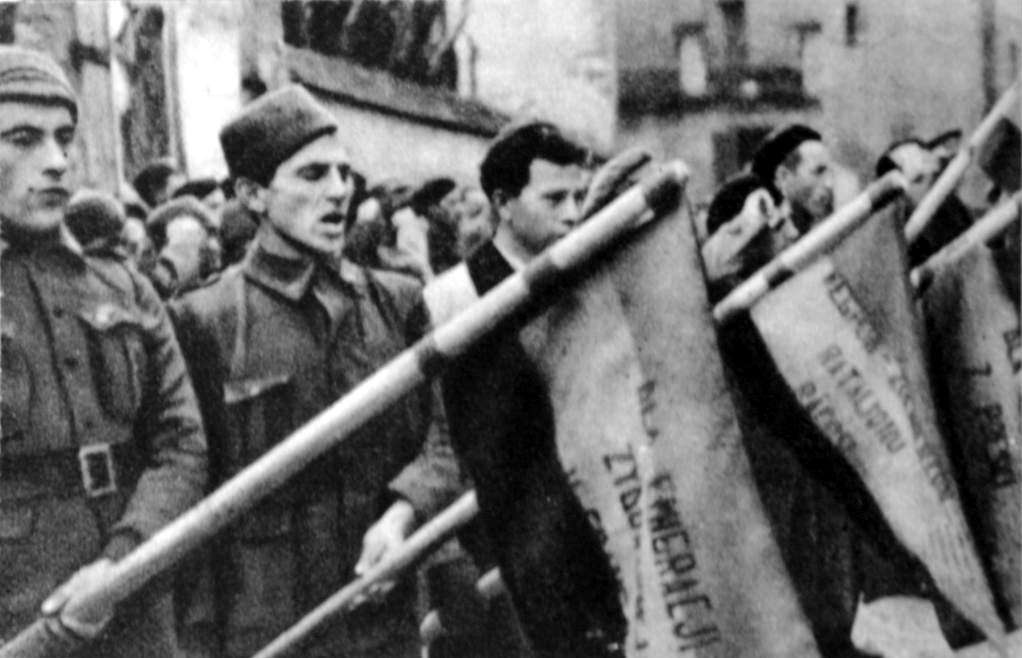
Soldaten der polnischen Brigade

### Die rechtliche Situation
Nach dem Staatsangehörigkeitsgesetz der polnischen Republik von 1920, die den Dienst in einer nicht polnischen Armee, ohne eine Genehmigung der polnischen Republik, verbot, verloren polnische Staatsbürger ihre Staatsbürgerschaft beim Eintritt in eine fremde Armee. Am 11. Dezember 1936 warnte die polnische Regierung in einer Proklamation die Freiwilligen vor der drohenden Aberkennung der polnischen Staatsbürgerschaft. Am 26. Februar 1938 leitete der Innenminister von Polen, mit einer Verordnung den Vollzug der Aberkennung der polnischen Staatsbürgerschaft ein.

### Weitere polnische Bataillone
Neben dem Dąbrowski-Bataillon kämpfte auch das polnische Palafox-Bataillon und das Mickiewicz-Bataillon in der XIII. Internationalen Brigade (Dąbrowski). Des Weiteren kämpften auch im Neun-Nationen-Bataillon der XIV. Internationalen Brigade (Marseillaise) Polen. Während des Spanischen Bürgerkrieges kämpften zwischen 4000 und 5000 Polen auf der Seite der Spanischen Republik. Ein großer Teil der Brigadisten waren Bergleute, die in Frankreich, Belgien oder in anderen Ländern arbeiteten, wobei etwa 800 der polnischen Brigadisten direkt aus Polen kamen. Zudem kämpften an Seite der Polen westukrainie Brigadisten in einer eigenen Einheit mit dem Namen Taras Schewtschenko.
Des Weiteren kämpften Polen auch in POUM-Milizeinheiten. Zum Beispiel befehligte ein Pole die POUM-Centuria Extranjero I.

### Die ersten kommunistischen polnischen Milizionäre
Am 28. August 1936 überquerten neun polnische Bergleute aus Frankreich die französisch-spanische Grenze und nahmen an der Verteidigung der Stadt Irún teil. Sie kämpften mit Franzosen in der Milizgruppe Wroblewski, mit der deutschen Gruppe Edgar André und mit der Milizgruppe Gorizia. Der Stellvertretende Kommandeur der 200 Mann starken Milizeinheit war Leib Jampolski (Jean-Paul) und der Anführer der polnischen Milizionäre war Francis Palka. Nach der Niederlage der Republikaner flohen die polnischen Milizionär am 4. September 1936 nach Frankreich und kehrten über Süd-Frankreich nach Spanien zurück.
In Barcelona trafen sie auf eine aus Paris kommende Gruppe, um Stanisław Matuszczak, Stanisław Ulanowski und Antoni Kochanek. Eine Gruppe von insgesamt 36 Polen formierte am 8. September 1936 in der Kaserne „Carlos Marx“ (Kloster von Pedralbes) der Kommunistischen Partei Cataloniens (PSUC) eine Maschinengewehr-Abteilung mit dem Namen Jarosław Dąbrowski. Sie wurde Teil des Korps Libertad.
Ab dem 11. September 1936 kämpfte das Korps Libertad in den Anhöhen von Talavera de la Reina, 100 Kilometer westlich von Madrid. Die polnischen Milizionäre nahmen auch in der Hochebene von Talavera de la Reina an einem Gegenangriff auf Pelahustán teil und verteidigte den Hügel Osso in dieser Hochebene. Am 6. Oktober 1936 zwangen die Truppen der Nationalisten das Korps "Libertad" sich nach Madrid zurückzuziehen. Bei Rückzugsgefechten wurde das Korps  Libertad eingekesselt. Nur wenigen polnischen Brigadisten gelang es, sich in Richtung Madrid abzusetzen. Sie nahmen daraufhin an Gefechten westlich von Madrid  bei Brunete sowie an Gefechten bei El Escorial zur Verteidigung Madrids teil. Aufgrund hoher Verluste wurde die polnische Milizgruppe mit dem Bataillon Commune de Paris vereint.

### Dąbrowski-Bataillon
Nach dem Beschluss der spanischen Regierung wurden die Milizeinheiten zu Bataillonen umorganisiert. Das Dąbrowski-Bataillon wurde wahrscheinlich am 22. Oktober 1936 formiert. Das Bataillon gehörte ab dem 25. Oktober neben dem Garibaldi-Bataillon, dem Thälmann-Bataillon, dem Commune-de-Paris-Bataillon, dem späteren Edgar-André-Bataillon und eine Artilleriebatterie zur IX. Brigada Móvil de Choque. Am 1. November 1936 erfolgte des Weiteren die Umgruppierung der IX. Brigada Móvil de Choque zur XI. Internationale Brigade.

### Internationale Brigaden
Im Oktober 1936 wurde eine Gruppe von polnischen Brigadisten nach Albacete beordert. In Albacete, dem zentralen Stützpunkt und Ausbildungslager der Internationalen Brigaden, erfolgte am 28. Oktober 1936 die Neuformierung des Dąbrowski-Bataillons mit drei Kompanien und einer Mannstärke von 300 bis 600. Es erhielt die Bezeichnung No 4. Es war neben dem Edgar-André-Bataillon und dem Commune-de-Paris-Bataillon eines der ersten drei Bataillone in Albacete aufgestellten Bataillone. Die Brigadisten des Dąbrowski-Bataillons waren vornehmlich Polen. Kommandeur des Dąbrowski-Bataillons wurde Stanisław Ulanowski (Pseud. Tadeusz Oppmann), politischer Kommissar wurde Stanisław Matuszczak. Die Bewaffnung des Dąbrowski-Bataillons bestand aus alten mexikanischen Kanonen, vier Maschinengewehren des Typs MG 08 und Granaten, hergestellt aus Konservendosen.

#### XI. Internationale Brigade (Thälmann)
Am 4. November 1936 wurde die XI. Internationale Brigade mit dem Dąbrowski-Bataillon, dem Edgar-André-Bataillon, dem Commune-de-Paris-Bataillon und mit einer britischen Kompanie von Albacete zur Madrider Front beordert. Der Kommandeur der XI. Internationalen Brigade war Manfred Stern, besser bekannt als General Emilio Kléber. Der Generalinspekteur der Brigade Thälmann war André Marty. Am 8. November erreichte die XI. Internationale Brigade mit 1.900 Mann Madrid. Am 8. November 1936, auf dem Höhepunkt der Kämpfe um Madrid, zogen die Bataillone der XI. Internationalen Brigade mit einer Parade über die Gran Vía zur Front mit Rufen „Hoch lebe Russland“. Das Dąbrowski-Bataillon wurde nach Villaverde im Süden von Madrid zur Unterstützung des Fünften Regimentes beordert. Am folgenden Tag, dem 9. November, zog General Emilio Kléber die Internationale Brigade im Casa de Campo zusammen und befahl einen Angriff in den Abendstunden. Der Angriff zog sich bis in den Morgen des 10. November hinein. Als die Kämpfe abflauten, waren die nationalen Truppen aus ihren Stellungen gedrängt, die geplante schnelle Eroberung Madrids war gescheitert und die XI. Internationale Brigade hatte ein Drittel ihrer Soldaten verloren. Ab dem 12. November 1936 kämpfte das Dąbrowski-Bataillon erneut am Fluss Manzanares in der Gegend der Eisenbahnbrücke Puente los Franceses. Über den Park Casa de Campo versuchten die Nationalisten die Eisenbahnbrücke über den Fluss Manzanares einzunehmen. Bei Gefechten rund um die Eisenbahnbrücke hatte die XI. Internationale Brigade hohe Verluste. Laut dem Bericht des ungarischen Fotojournalisten Endre Friedmann (Pseud. Robert Capa) verlor das Dąbrowski-Bataillon bei Kämpfen östlich der Eisenbahnbrücke Puente los Franceses eine komplette Kompanie beim Häuserkampf, nahe dem Französischen Institut (Calle de Casa de Velázquez) im Universitätsviertel. Nur der Kommandeur Adam Davridowicz und sechs weitere Brigadisten überlebten das Gefecht. Des Weiteren traf am 13. November die XII. Internationale Brigade mit 1550 Brigadisten in Madrid ein. Am 20. November wurde die XI. Internationale Brigade mit dem Dąbrowski-Bataillon wegen Erschöpfung von der Front abgezogen. Am 27. November 1936 kämpfte die XI. Internationale Brigade erneut an der Front. Neben der XI. Internationalen Brigade kämpften auch zehn weitere Brigaden der regulären spanischen Armee mit einem hohen Anteil von ausländischen Freiwilligen in Madrid.

#### Umgruppierung der XI. Internationale Brigade
Nach einer von der Comandancia (Brigadeführung) aufgestellten Liste war bis zum 3. Dezember 1936 das Dąbrowski-Bataillon neben dem Thälmann-Bataillon, dem Edgar-André-Bataillon, das Commune-de-Paris-Bataillon, eine französisch-belgische Batterie, eine spanische Batterie, ein Kavallerie-Peloton und eine Panzerabwehrgruppe Teil der XI. Internationale Brigade. Laut dieser Liste lag die Mannstärke des Dąbrowski-Bataillons in der XI. Internationalen Brigade bei 310.
Aufgrund der hohen Verluste bei den Kämpfen von Madrid und der sprachlichen Homogenisierung der Brigaden wurden die Internationalen Brigaden nach einem Beschluss ab dem 28. November neu organisiert. Im Zuge der Umgruppierung der Internationalen Brigaden zur Sprachhomogenisierung wurde das Dąbrowski-Bataillon Teil der XII. Internationalen Brigade (Garibaldi).

#### XII. Internationale Brigade (Garibaldi)
Nach der Umgruppierung der Internationalen Brigaden am 4. Dezember 1936 wurde das Dąbrowski-Bataillon der XII. Internationalen Brigade (Garibaldi) unterstellt. Eingruppiert waren in die XII. Internationale Brigade das Dąbrowski-Bataillon, das André-Marty-Bataillon, das Garibaldi-Bataillon und ein weiteres Bataillon.

#### Boadilla del Monte / Las Rozas
Im Dezember 1936 versuchten die Truppen von Franco die Straße nach A Coruña im Nordosten von Madrid abzuschneiden, um die Stadt weiter einzukreisen. Die nationalistische Offensive begann am 3. Dezember und wurde am 13. Dezember intensiviert. Nach der Einnahme von Boadilla del Monte am 14. Dezember wurden die beiden Internationalen Brigaden in den Kampf geworfen. Dem Dąbrowski-Bataillon mit dem Thälmann-Bataillon gelang es Boadilla del Monte zurückzuerobern. Nach einer Umzingelung des Ortes durch die Truppen Francos kam es zu schweren Kämpfen innerhalb von Boadilla del Monte. Die beiden Bataillone ließen 78 Tote zurück. Nach der Einnahme von Boadilla del Monte und Villanueva de la Cañada beendeten die Nationalisten die Offensive. Am 28. Dezember 1936 wurde das Dąbrowski-Bataillon zur Sicherung des wichtigen Verkehrsknotenpunktes Madrid–Saragossa, Madrid–Soria sowie einer Nebenstraße Guadalajara–Cuenca nach Guadalajara verlegt.
Im Bereich von Guadalajara versuchten die nationalistischen Truppen, die östliche Verbindung nach Madrid zu unterbrechen. Bei Kämpfen am 2. Januar 1937 verteidigte die XII. Internationale Brigade die Straßenkreuzung bei Almadrones nach Sigüenza und Masegosso del Tajuna. Im Zuge dieses Kampfes wurde der Kommandeur des Dąbrowski-Bataillons, Antoni Kochanek, tödlich verletzt. Nach den Kämpfen an der Straßenkreuzung von Almadrones übernahm Wiktor Kuźnicki (Pseud. Paweł Szkliniarz) das Kommando über das Dąbrowski-Bataillon. Nach der Verlegung nach Madrid nahm das Dąbrowski-Bataillon vom 8. bis 11. Januar 1937 an einem erfolgreichen Gegenangriff bei Majadahonda, an der Straße nach A Coruña, teil. Nach diesem Kampf wurde das Dąbrowski-Bataillon der Reserve zugeteilt.

##### Schlacht am Jarama
Ab dem 7. Februar 1937 verteidigte das polnische Dąbrowski-Bataillon bei der Schlacht am Jarama bei Vaciamadrid Stellungen im Bereich des Flusses Jarama. Ein zentrales Ziel der nationalistischen Truppen war es, in diesem Bereich die republikanischen Linien zu durchbrechen, um die Städte Rivas-Vaciamadrid und Arganda del Rey einzunehmen und damit die Versorgung von Madrid über die Nationalstraße III zu unterbrechen. Das vorrangige Ziel der Offensive war es, das westliche Ufer des Flusses Jarama und die angrenzenden Anhöhen von La Marañosa einzunehmen, um dann über die Brücken El puente del Pindoque bei Soto de Pajares und der Brücke Arganda bei der Ortschaft Arganda del Rey nach Madrid vorzurücken.
Nach der Offensive der Nationalisten am 6. Februar 1936 bezog die XI. Internationale Brigade Stellungen südlich von Rivas-Vaciamadrid am Jarama. Das André-Marty-Bataillon bezog Stellungen an der Brücke El puente del Pindoque und das Dąbrowski-Bataillon Stellungen am Jarama im Bereich der Arganda-Brücke. Das Garibaldi-Bataillon  bezog Stellungen bei Soto de Pajares. Nach der Einnahme der Brücke von El puente del Pindoque konnten die Nationalisten einen Brückenkopf errichten. Es gelang aber dem Garibaldi-Bataillon mit dem Dąbrowski-Bataillon die Front vor der Arganda-Brücke zu stabilisieren und verhinderte so, dass die Nationalisten weiter erfolgreich vorrücken konnten.
Am 11. Februar konnte das Dąbrowski-Bataillon mit der Unterstützung einer gepanzerten Einheit und von Bataillonen der XI. Internationalen Brigade Thälmann den Vorstoß der nationalistischen Truppen zur Arganda-Brücke auf der Straße nach Vaciamadrid aufhalten und gingen dann mit Hilfe von sowjetischen T-26 zweimal zum Gegenangriff über. Diese Gegenangriffe wurden jedoch mit Hilfe der auf La Marañosa eingegrabenen nationalistischen Artillerie zurückgeschlagen. Die Nationalisten brachten ihre Reserven an die Front und begannen am 12. Februar eine erneute Offensive in Richtung Morata de Tajuña. Bei diesen sehr erbitterten Kämpfen stabilisierte die XII. Internationale Brigade (Garibaldi) mit der XI. Internationalen Brigade (Thälmann) und der XV. Internationalen Brigade (Lincoln/Washington) unter schweren Verlusten die Front und verhinderte somit, dass die nationalistischen Truppen weiter vorrücken konnten. Die Internationalen Brigaden erlitten bei diesen Kämpfen Verluste von bis zu 50 %. Am folgenden Tag, dem 13. Februar, erlitt das Dąbrowski-Bataillon bei Gefechten um eine wichtige Anhöhe weitere schwere Verluste (50 Tote und 100 Verwundete). Insgesamt verlor das Dąbrowski-Bataillon bei der Schlacht 1/3 seiner Brigadisten sowie, seinen Kommandanten Paweł Szkliniarz.

##### Schlacht von Guadalajara

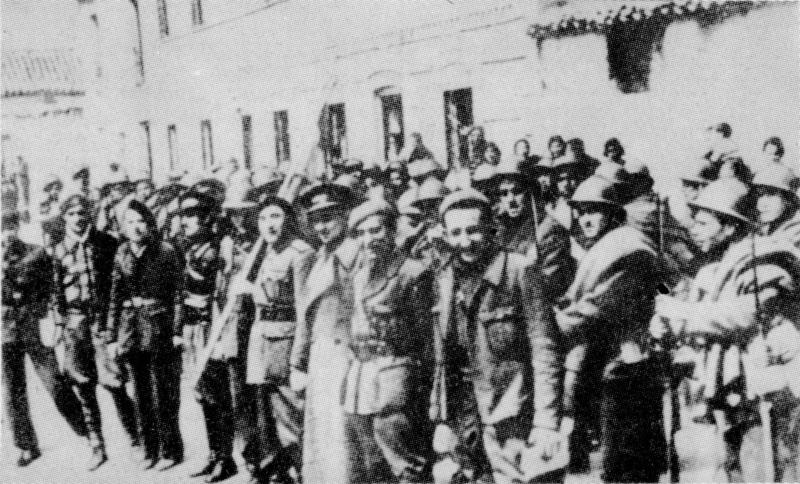
Dąbrowski-Bataillon nach der Schlacht von Guadalajara

Am 8. März 1939 griffen italienische Armeekorps, die Corpo Truppe Volontarie, bei der Schlacht von Guadalajara Stellungen der Republikaner westlich von Guadalajara an und durchbrachen diese. Der Hauptstoß des Angriffes folgte der Hauptstraße von Saragossa nach Madrid. Des Weiteren führten drei weitere Straßen nach Guadalajara und eröffneten so für die Italiener die Möglichkeit den wichtigen Verkehrsknotenpunkt Guadalajara zu erobern. Am Abend des 9. März erreichten die ersten italienischen Verbände auf der Straße von Masegoso de Tajuña nach Torija den Stadtrand von Brihuega. Am 10. März erhielt die XI. Internationale Brigade Thälmann Unterstützung durch die Bataillone „Garibaldi“ und „Dąbrowski“ der XII. Internationalen Brigade. Am 11. März gelang es den Italienern Brihuega einzunehmen und die Internationale Brigade Thälmann aus einer sehr wichtigen strategischen Stellung, dem Herrenhaus Palacio de Ibarra bei Brihuega, zu drängen. Hierauf mussten die XI. und XII. Internationale Brigade bis etwa 3 km vor der Torija zurückweichen. Durch die Umfassung der italienischen Kräfte durch die XIV. Republikanische Division zogen sich die Italiener am 14. März in das Herrenhaus Palacio de Ibarra, zurück. Nach einem erbitterten Häuserkampf ergaben sich die Italiener der XII. Internationalen Brigade Garibaldi mit den Bataillonen „Garibaldi“ und „Dąbrowski“. Am 18. März starteten die Republikaner mit ihren besten Verbänden eine Offensive, bei der die Internationalen Brigaden die Stadt Brihuega eroberten und die Corpo Truppe Volontarie nach Masegoso de Tajuña zurückdrängten.
Das Bataillon wurde nach der Schlacht von Guadalajara zur Granada Front beordert. Dort kämpfte das Dąbrowski-Bataillon bei tiefen Temperaturen und hohen Verlusten in den Ausläufern des Mulhacén im Parque Nacional de Sierra Nacional. Die Internationale Brigade mit dem Dąbrowski-Bataillon wurde am 29. März 1937 zurückgezogen.

##### Huesca-Offensive und Gefechte in der Sierra Morena
Nach der Schlacht von Guadalajara, im April 1937, kämpften die polnischen Brigadisten der Internationalen Brigade Garibaldi erneut beim Fluss Jarama bei Morata de Tajuña, sowie bei Casa de Campo. Ab dem 1. Mai 1937 wurde die XII. Internationale Brigade neu strukturiert. Dem Dąbrowski-Bataillon wurde vom Zentralkomitee der prosowjetischen Kommunistischen Partei Polens ein Banner aus den Händen von Gustaw Reicher (pseud. "Rwal") überreicht. Die  XII. Internationale Brigade Garibaldi unter dem Oberkommando des ungarischen kommunistischen Kommandeurs Máté Zalka wurde an die Front bei Huesca beordert. Sie war vom 11. bis 19. Juni 1937 an Entlastungsangriffen im Rahmen der Nord-Offensive Francos beteiligt und erlitt dabei schwere Verluste. Bei der Huesca-Offensive starb auch der Kommandeur der XII. Internationalen Brigade Garibaldi Máté Zalka. Hierauf übernahm der Kommandeur der XI. Internationalen Brigade Thälmann, der General Emilio  Kléber, das Kommando.
Ab dem 1. Mai 1937 beteiligte sich die XII. Internationale Brigade an Angriffen auf die Wallfahrtskirche Virgen de la Cabeza in der Nähe des Ortes Andújar in der Sierra Morena. Die Gefechte wurden dort mit äußerster Brutalität geführt.

### 150. Brigade Mixta
Am 1. Mai oder am  23. Juni 1937 wurde die 150. Brigade aus dem Dąbrowski-Bataillon, dem französisch-belgischen André-Marty-Bataillon, dem ungarischen Rákosi-Bataillons (bzw. Rakosi) und dem Djakovic-Bataillon gebildet. Der Kommandeur wurde der Spanier Fernando Gerassi. Politischer Kommissar wurde Stanisław Matuszczak. Zugeteilt wurde der 150. Brigade auch das polnische Palafox-Bataillon mit einer rein jüdischen Kompanie, der Naftali-Botwin-Kompanie. Im Juli 1937 übernahm der Pole Józef Strzelczyk (pseud. Jan Barwiński) das Kommando über die 150. Brigade. Die 150. Brigade wurde mit anderen Einheiten der Internationalen Brigaden an die Front vor Brunete verlegt.
Die 150. Brigade bestand zu diesem Zeitpunkt aus etwa 1910 Soldaten. Bei der Schlacht von Brunete ab dem 6. Juli 1937 erlitt die 150. Brigade schwere Verluste und war sehr stark dezimiert. Das Bataillon, das bereits vor der Schlacht von Brunete mehrere Monate ohne Unterbrechung gekämpft hätte, meuterte während der Schlacht. Die Brigadisten beschlossen, nach Madrid zurückzukehren. Der Brigadekommandeur Vincenzo Bianco versuchte die Revolte niederzuschlagen, indem er die Brigadisten schlug und einem Brigadisten in den Kopf schoss. Die Kavallerieabteilung der Internationalen Brigaden wurde gerufen und verhinderte so, dass die Brigadisten die Front verließen. Des Weiteren wurden hinter den Polen Brigadisten mit Maschinengewehren gruppiert, die den Befehl hatten, auf jedem zu schießen, der zurückwich. Nach der Schlacht bei Brunete kämpfte die 150. Brigade im August 1937 an der Aragon-Front, bei Teruel, bei Abwehrgefechten in Almería und an der Front von Granada und Córdoba. Nach diesen Kämpfen wurde das Dąbrowski-Bataillon erstmals der XIII. Internationalen Brigade Dąbrowski zugeteilt.

### XIII. Internationale Brigade (Dąbrowski)
Aufgrund von Meutereien beim Louise-Michel-Bataillon, Tschapajew-Bataillon,
Henri-Vuillemin-Bataillon und Vereinte-Bataillone während der Schlacht von Brunete musste die XIII. Internationale Brigade neu gruppiert werden. Unter anderem wurden die polnischen Brigadisten des Tschapajew-Bataillons in das Dąbrowski-Bataillon eingruppiert. Zudem wurde das Dąbrowski-Bataillon in die XIII. Internationale Brigade eingruppiert. Hiernach kämpfte das Bataillon an der Aragon Front und nahm am 25. August 1937 bei Villanueva del Galleg Aufstellung. Der Auftrag war es, über Villanueva del Gallego nach Saragossa vorzustoßen. Die XIII. Internationale Brigade (Dąbrowski) durchbrach mit dem Dąbrowski-Bataillon und dem Palafox-Bataillon die Stellungen der nationalistischen Truppen und konnten erst 4 Kilometer vor Saragossa durch einen Gegenangriff gestoppt werden. Das Dąbrowski-Bataillon und das Palafox-Bataillon mussten sich 3 Tage lang in Häusern verschanzen, ohne Schutz vor dem nationalistischen Artilleriefeuer, so dass die beiden Bataillone aufgerieben wurden. Das Ergebnis war, dass 200 von 700 Brigadisten fielen.
Nach den Kämpfen vor Saragossa wurde die XIII. Internationale Brigade der Reserve zugeteilt. Am 27. Oktober 1937 wurde aus einer polnischen Kompanie des Palafox-Bataillons der Internationalen Brigade Dąbrowski ein weiteres Bataillon, mit dem Namen Mickiewicz-Bataillon, gebildet. Das neu gebildete Bataillon wurde auch der XIII. Internationalen Brigade unterstellt. Ab Dezember 1937 kämpfte die Internationale Brigade Dąbrowski in Tardienta, zwischen Saragossa und Huesca.

#### Schlacht von Teruel
Im Februar 1938 nahm die XIII. Internationale Brigade an einer republikanischen Offensive nördlich von Teruel, der Schlacht von Teruel, teil. Für die Internationale Brigade Dąbrowski begann der Kampf am 16. oder 19. Februar 1938 mit Gefechten im Iberischen Gebirge um den Höhenzug Sierra Quemada mit dem Camino del Sur. Bei einer Gegenoffensive der nationalistischen Truppen, während der republikanischen Offensive, brach diese in sich zusammen. Die XIII. Internationale Brigade wurde mit dem Rákosi-Bataillon (Rakosi) und dem Palafox-Bataillon (Rakosi) abgeschnitten und aufgerieben. Diese Offensive erschöpfte die letzten materiellen Ressourcen der republikanischen Volksarmee.

#### Schlacht am Aragon (Aragonoffensive)
Am 10. März wurde die Internationale Brigade Dąbrowski an die Aragon-Front in der Nähe von Saragossa verlegt. Es hatte zwei Bataillone in der vordersten Linie bei Samper de Salz. Bei einem Angriff der Truppen Francos, befehligt von Juan Yagüe, auf Belchite, während der Aragonoffensive, musste sich die XIII. Internationale Brigade über Albalate del Arzobispo in Richtung Caspe zurückziehen. In Caspe versuchte die Brigade vergeblich, nach einem total chaotischen Rückzug, die Verteidigung der Ebene von Sierra del Vizcuemo zu organisieren. Am 15. März starteten die Truppen von Franco einen Angriff auf Caspe, um über Caspe weiter vorzurücken. Nach zwei Tagen schwerer Kämpfe fiel am 17. März der Ort in die Hände der Armee des Generals Varela. Die XIII. Internationale Brigade wurde gänzlich aufgerieben. Zudem blieb keine Zeit, durch die Errichtung von Verteidigungsstellungen auf der Straße nach Lerida, die Truppen Francos wirksam aufzuhalten. Die Truppen Francos konnten ungehindert bis nach Lerida vorrücken. Auf ihrem Rückzug überquerte der verbliebene Rest der Internationale Brigade Dąbrowski den Fluss Segre östlich von Lerida bei Vilanova de la Barca. Nach dieser Niederlage der XIII. Internationalen Brigade wurde Jan Barwiński des Kommandos enthoben. Das Kommando wurde dem Russen Michail Chartschenko übertragen.

#### Schlacht am Ebro

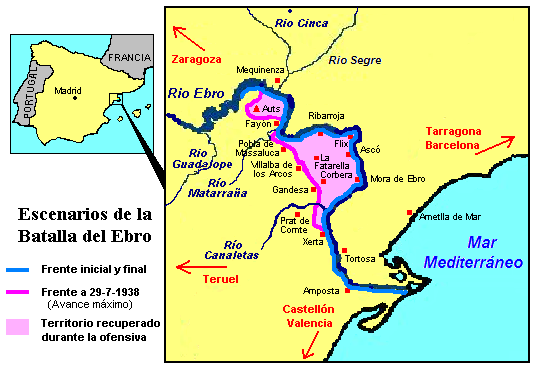
Karte der Ebroschlacht

Der Vorstoß Francos während der Aragonoffensive bis zum Mittelmeer, teilte die spanische Republik in zwei Teile. Aus diesem Grund entschloss sich die Spanische Regierung zu einer Offensive am Ebro. Die Schlacht am Ebro begann am 25. Juli 1938. Die XIII. Internationale Brigade Dąbrowski rückte von Ascó über den Venta de Camposines nach Gandesa vor. Sie kämpfte in diesem Sektor bis zum 26. Juli 1938 und wurde am 7. August 1938 nach heftigen Kämpfen abgelöst. Ab dem 22. August kämpfte die Brigade Dąbrowski erneut bis zum 24. August 1938 in Vertex Gaeta (wahrscheinlich Xerta), um in diesem Sektor eine Niederlage zu verhindern. Am 1. September 1938 erhielt die Internationale Brigade Dąbrowski mit der Medalla del Valor die höchste Auszeichnung der spanischen Republik. Vom 1. bis zum 10. September 1938 verteidigte die XIII. Internationale Brigade erneut den Venta de Camposines bei Ascó. Am 1. Oktober wurde mit den verbliebenen Brigadisten die XIII. Internationalen Brigade diese neu gruppiert. Diese Brigade bestand vornehmlich aus Spaniern. Ihr Kommandeur war Enrique Escudero Serrano. Nach kurzer Zeit griff die neu aufgestellte XIII. Brigade erneut in Kämpfe am Ebro ein und deckte dabei den Rückzug der 35. Division in der Schlucht von Barranc Fosc. Es war die letzte Brigade, die sich am 16. November 1938 über den Ebro bei Filx zurückzog.

### Katalonienoffensive
Die Regierung der Spanischen Republik stimmte, unter anderem wegen des Druckes vom Völkerbund, der Auflösung der Internationalen Brigaden am 24. September 1938 zu. Im Januar 1939 unterstellten sich deshalb die staatenlosen polnischen Brigadisten des Dąbrowski-Bataillons erneut der Befehlshoheit der spanischen Volksarmee. Die Brigadisten wurden am 23. Januar, 1939 in La Garriga, während der Katalonienoffensive Francos, mit den ehemaligen Brigadisten des Rákosi-Bataillons, Palafox-Bataillons und Mickiewicz-Bataillons, reaktiviert. Kommandeur des Dąbrowski-Bataillons wurde der Pole Henryk Torunczyk. Das Bataillon wurde mit Rákosi-Bataillon zusammengelegt und kämpfte mit dem Thälmann-Bataillon und den Lincoln-Bataillon unter der Bezeichnung Aqrupacion Internacional. Vom 26. Januar bis zum 29. Januar 1939 bei La Garriga und ab dem 2. Februar 1939 hielten die Brigadisten mit anderen Einheiten der spanischen Volksarmee in Cassà de la Selva bei Girona den Vormarsch der nationalistischen Truppen zwei Tage auf und deckten dabei der Rückzug der Volksarmee. Bei einem absolut chaotischen Rückzug über Girona erreichten die Brigadisten bei El Pertus die französische Grenze. Die Brigadisten überquerten am 7. Februar 1939 als letzte Einheit der Spanischen Volksarmee die Grenze, wo die staatenlosen polnischen Brigadisten in St. Cyprien interniert wurden. In weiterer Folge erfolgte die Internierung der Brigadisten in Le Vernet und in El Djelfa.

## Weitere Mitglieder des Dąbrowski-Bataillons
- Raiko Daminanow, Vizepräsident der bulgarischen Regierung ca. 1960